# Zbór Kościoła Chrześcijan Baptystów w Chełmie
Zbór Kościoła Chrześcijan Baptystów w Chełmie – zbór Kościoła Chrześcijan Baptystów znajdujący się w Chełmie, przy ulicy Ogrodowej 56.